# Austregésilo de Athayde
Belarmino Maria Austregésilo Augusto de Athayde (Caruaru, 25 settembre 1898 – Rio de Janeiro, 13 settembre 1993) è stato un giornalista, saggista e docente brasiliano.

## Biografia
Laureato in Giurisprudenza, iniziò a lavorare nella Diários Associados di Assis Chateaubriand come giornalista, diventandone successivamente dirigente. Assunse nel 1924 la direzione di O Jornal, il principale quotidiano del gruppo.
Fu eletto membro della Accademia Brasiliana delle Lettere il 9 agosto 1951, occupando l'ottava poltrona. Dal 1959 al 1993, fu presidente dell'Accademia (a oggi il più longevo).

## Premi
- Premio Maria Moors Cabot: 1952[1]